# Love Gun
A Love Gun a KISS együttes hatodik nagylemeze. 1977. június 30-án jelent meg a Casablanca kiadó gondozásában. Eddie Kramer volt a producer. Ez volt a második KISS album ami platinalemez lett.
A Love Gun volt az első album, amelyen mind a négyen énekeltek. Ace Frehley énekli a Shock Me-t, Peter Criss pedig a Hooligan-t. A többi dalon Paul és Gene osztozik.
Ez a lemez volt az utolsó amit teljes egészében az eredeti felállás játszott fel, ugyanis a következő stúdióalbumon már a legtöbb dalt Anton Fig játszotta fel Peter Criss helyett.
Érdekesség még, hogy ekkoriban gyakorlatilag újrateremtették az image-üket. Új fellépőruhákat készítettek, és ezt a Marvel Comics sem hagyhatta szó nélkül. Szuperhősöket faragtak belőlük, akik a gonosz ellen harcolnak. Végül a képregény ugyanazon a napon jelent meg a Love Gun lemezzel.
Az album borítóját Ken Kelly festette, aki az 1976-os Destroyer-ét is.

## Számlista
|     | Cím                  | Szerző(k)                                 | Lead vocals | Hossz |
| --- | -------------------- | ----------------------------------------- | ----------- | ----- |
| 1.  | I Stole Your Love    | Paul Stanley                              | Stanley     | 3:04  |
| 2.  | Christine Sixteen    | Gene Simmons                              | Simmons     | 3:14  |
| 3.  | Got Love for Sale    | Simmons                                   | Simmons     | 3:29  |
| 4.  | Shock Me             | Ace Frehley                               | Frehley     | 3:49  |
| 5.  | Tomorrow and Tonight | Stanley                                   | Stanley     | 3:40  |
| 6.  | Love Gun             | Stanley                                   | Stanley     | 3:18  |
| 7.  | Hooligan             | Peter Criss, Stan Penridge                | Criss       | 3:01  |
| 8.  | Almost Human         | Simmons                                   | Simmons     | 2:49  |
| 9.  | Plaster Caster       | Simmons                                   | Simmons     | 3:27  |
| 10. | Then She Kissed Me   | Jeff Barry, Ellie Greenwich, Phil Spector | Stanley     | 3:02  |

## Közreműködők
- Gene Simmons – basszusgitár, ének
- Paul Stanley – ritmusgitár, ének
- Ace Frehley – szólógitár, vokál
- Peter Criss – dob, ütőhangszerek, ének

## Helyezések
| Album - Billboard (Észak-Amerika) \| Year \| Chart \| Position \| \| ---- \| ---------- \| -------- \| \| 1977 \| Pop Albums \| 4 \| |            |          |
| Year | Chart      | Position |
| 1977 | Pop Albums | 4        |

## Fordítás
- Ez a szócikk részben vagy egészben  a   Love Gun című angol Wikipédia-szócikk fordításán alapul.  Az eredeti cikk szerkesztőit annak laptörténete sorolja fel. Ez a jelzés csupán a megfogalmazás eredetét és a szerzői jogokat jelzi, nem szolgál a cikkben szereplő információk forrásmegjelöléseként.